# 2023년 라레뉴 지진
2023년 라레뉴 지진(프랑스어: séisme de La Laigne)은 2023년 6월 16일 16시 38분(UTC)에 일어난 모멘트 규모 Mw4.8의 지진이다. 지진의 진앙은 프랑스 샤랑트마리팀주의 라레뉴 코뮌에서 약 3 km 떨어진 지역이다. 진원 깊이는 약 3 km에서 5 km 사이로 매우 얕다.

## 지질학적 배경
본진이 발생한 지역은 지진 활동이 빈번한 곳으로, 프랑스 전체 지진위험도를 5단계로 나눌 경우 3단계, 즉 보통에 해당한다. 샤랑트마리팀주는 아르모르이캉 육괴의 남쪽 끄트머리에 해당하며 주요 단층으로는 바리스칸 조산운동 시기 형성된 서북-동남쪽 방향의 여러 활단층이 있다.
지진의 영향을 받은 지역은 일부분이 세브르 니오르탱스 유역에 속하며 마랭 푸아트뱅 남쪽 끄트머리에 해당한다. 마랭 푸아트뱅은 원래 쥐라기 시기 방데 평원의 석회질 고원이었다. 마지막으로 남은 알프스의 뷔름 빙하가 해수면 후퇴와 고원의 강으로 인해 침식되어 석회질 지층이 노출되었고, 이 과정에서 침식저항력이 더 강한 석회암 고원이 남아 있는 일종의 함몰지대가 형성되었다. 이 함몰지대는 약한 충적층으로 채워져 있어 국지적으로 특정 지역에서 지진의 흔들림이 더욱 강해질 수 있다.
진앙지에서 발생했던 역사적인 주요 지진으로는 1972년 올레롱섬에서 발생한 지진으로 특히 샤시롱 등대와 안티오시 등대가 큰 피해를 입었던 적이 있다.

## 지진
미국 지질조사국(USGS)은 이 지진의 진앙을 라레뉴 코뮌과 배농 코뮌 사이 지역으로, 쿠르송에서 남남동쪽으로 4 km, 되세브르주의 니오르에서 서남쪽으로 28 km, 라로셸에서 29 km 떨어진 지점이며 진원 깊이는 5 km라고 분석했다. 프랑스 국가지진관측센터(RéNASS)는 진앙을 USGS 추정보다 5 km 더 동쪽에 있는 라레뉴와 모제쉬르미뇽 코뮌 사이에 있는 생트젬므 마을로 분석했으며 진원 깊이는 3 km로 측정했다. 코트다쥐르 천문대에서는 이 지진의 규모를 모멘트 규모 M4.8이라 측정했고, 진원 깊이는 5 ± 2 km이며 단층면해 조사 결과 주향 4도, 경사각 82도, 미끄럼각 172도인 주향이동단층 지진이라고 분석했다.
지진의 흔들림은 보르도, 캉, 푸아티에, 리모주, 낭트, 렌, 앙제, 투르, 클레르몽페랑, 파리에서까지 느껴졌다.
이 지진으로 쓰나미 관련 경보는 발령되지 않았다.

## 여진
이 지진의 여진으로는 2023년 6월 17일 오전 4시 27분(현지시각)에 발생한 최대여진을 포함해 최소 2차례 관측되었다. RéNASS에 따르면 여진의 규모는 릭터 규모 MLv4.3이며 특히 이 최대여진의 진동은 진원 인근인 프랑스 서부에서 광범위하게 느껴졌다.
6월 17일 새벽에 두 번째 여진이 관측되었는데 RéNASS는 지진의 규모를 전보다 낮은 M3.0으로 측정했다. 본진의 진앙 인근에서 규모 M1 이상의 여진이 총 9차례 발생했다.
《라 누벨 레푸블리크 디 셍트르웨스트》에 기고한 지진학자 제롬 베르뉴는 샤랑트마리팀주와 되세브르주에서 며칠간 여진이 계속 이어질 수 있다고 말했다.

## 피해
지진으로 모제쉬르미뇽에서 경상자 1명이 발생했다. 앞의 부상자를 포함해 샤랑트마리팀주 전체에서 총 2명의 경상자가 발생했다.
지진으로 고압선이 손상되어 1,100가구에 정전이 발생했다.
되세브르주의 모제쉬르미뇽, 아르세, 생틸래이라팔루에서 여러 재산피해가 보고되었다. 니오르 시내에서는 도로에 낙석이 떨어져 교통이 일시적으로 차단되었다. 라레뉴에서는 여러 집의 지붕이 무너져 주민들이 마을 한가운데로 모여 대피했다. 주택 70채가 거주 불가능 처분을 받았고, 200채 이상이 피해를 입어 수리를 받아야 했다. 크랭샤방의 도로 다리는 큰 균열이 발견되어 폐쇄되었으며 여진 이휴 균열이 더 커졌다.
몇몇 교회는 지진으로 큰 균열이 발생했다. 마랭 푸아트뱅 지역자연공원에 있는 아르세 마을에서는 생시르 교회의 성가대가 지진으로 피해를 입었다. 라레뉴의 교회 첨탑이 무너졌으며 생틸래이라팔루에서는 교회 주변에 안전지대가 설정되어 건물 붕괴 위험을 피해 주민들이 일부 대피했다.
프랑스의 보험회사인 사레텍(Saretec)은 지진으로 건물 5천채 이상이 피해를 입었으며 1억 5천만 유로에서 2억 유로의 피해액을 추산했다. 현장에 전문가를 파견한 이 보험회사에 따르면 5천채 이상의 건물이 "마감재 균열 및 낙하 피해"를 입었으며, 이 중 100채 정도는 내력 구조물이 부분 붕괴되는 등 심각한 피해를 입었으며 300채의 건물은 붕괴는 발생하지 않았으나 내력 구조물에 큰 피해를 입었다고 보고했다. 2023년 6월 26일에는 프랑스 재보험 협회(CCR)가 피해액을 2억에서 3억 5천만 유로로 재추산했다. 이 비용은 지진 이후 복구작업에 따라 점진적으로 재평가될 것이라고 말했다. 7월 4일에는 프랑스 어슈어런스 사가 피해액을 2억 9천만 유로로 추산했으며, 총 보험 신고건수는 21,625건이라고 발표했다.
프랑스 원자력 안전국은 지진으로 블라야스, 시보, 치농 원자력 발전소에서 흔들림을 느꼈지만 이로 인한 위험이나 피해는 없었다고 밝혔다.

## 반응
6월 16일, 프랑스 환경전환부 장관 크리스토프 베추는 이 지진이 "프랑스 본토에서 기록된 가장 큰 규모의 지진 중 하나"라고 말했다.
6월 17일, 프랑스 내무부 장관 제랄드 다르마냉는 "자연재해를 위한 패스트트랙 절차"를 통해 지진 피해 보상을 빠르게 이루어내겠다고 발표했다. 프랑스의 총리 엘리자베트 보른은 "이번 지진은 우리나라에서 발생한 이례적인 지진"이라며, 지진 피해자들에게 위로의 메시지를 전했다.

## 같이 보기
- 프랑스의 지진
- 2019년 몽텅드르 지진